# CARINO-zakaSTUDIO サタデーpreciousマガジン
CARINO-zakaSTUDIO サタデーpreciousマガジン（かりーのざかすたじお さたでーぷれしゃすまがじん）は、RKKラジオで、2007年10月6日から2008年3月29日まで、毎週土曜日の19:30 - 21:00（JST）まで放送していたラジオ番組である。
2008年春改編により、日曜日お昼枠に移動することが決定。番組名も「CARINO-zakaSTUDIO Sunday Smile Station」に変更し、放送時間は毎週日曜日12:10 - 14:00に放送されている。

## 概要
番組を開始した当初は、毎週土曜日に放送していたが、2007年4月の改編で月曜日に移動し「CARINO-zakaSTUDIO マンデーpreciousマガジン」として放送。しかしながら、わずか半年で前枠の土曜日放送に戻ることになった（4月 - 9月は、放送枠がナイター中継にあたり、ナイター中継がない毎週月曜日の夜に放送枠が移ったため）。
番組名にある「CARINO-zakaSTUDIO」というのは、熊本市安政町にある専門店ビル「カリーノ下通」1階に設置されているスタジオのことを指す。この番組の放送は、その「CARINO-zakaSTUDIO」から生放送されている。

## 出演者

### メインキャスター
- 片岡圭助
- 高野有美子

### リポーター
- 2006.10 - 2007.9 坂本佳子
- 2007.10 - 2008.3 渡辺大輔

## 放送時間
（以下、JST表記）
- 2006年10月2日 - 2007年3月25日 毎週土曜日 19:30 - 21:00
- 2007年4月2日 - 2007年9月24日 毎週月曜日 19:00 - 20:00
- 2007年10月6日 - 2008年3月29日 毎週土曜日 19:30 - 21:00